# Júlia Drusila
Júlia Drusila (em latim: IVLIA•DRVSILLA)  (39 - 41) foi a única filha do Imperador romano Calígula e de sua quarta e última esposa, Milônia Cesônia.

## Biografia
Tendo recebido o mesmo nome de sua tia (a irmã favorita de seu pai) Drusila, Júlia nasceu pouco depois do casamento de seus pais (algumas fontes sustentam que foi concebida no mesmo dia do matrimônio). Cesônia já tinha três filhos de matrimônios anteriores. Quando nasceu Drusila, Calígula a levou a um templo que abrigava figuras de deusas, e a deixou perto da estátua de Minerva, dando instruções à deusa que guardasse e instruísse a sua filha. Pouco depois de seu nascimento, Calígula espalhou por Roma recipientes para doações com escritos como: "Bebida de Júlia" ou "Comida para Júlia".
Os poucos dados que se tem sobre Drusila provém principalmente do De vita XII Caesarum de Suetônio, o qual a descreve como uma criança de natureza um tanto selvagem, o que faz supor que Calígula não a submeteve a nenhum tipo de disciplina.
Suetônio conta que quando foi suficientemente grande para começar a brincar, a menina gostava de arranhar a cara e os olhos das outras crianças e que, ao ter conhecimento desse fato, seu pai teria comentado que tais comportamentos eram uma demonstração de que Júlia Drusila não podia ser senão a sua filha.
No dia 24 de janeiro de 41 d.C. Calígula foi assassinado pela Guarda Pretoriana, após uma conjuração. Cesônia e Drusila sobreviveram somente mais alguns minutos após a sua morte. Foram mortas pela guarda dirigida por Cássio Quereia.
Segundo o relato de Suetônio, a criança teria morrido ao ter sua cabeça golpeada contra um muro.